# Coelichneumon histricus
Coelichneumon histricus är en stekelart som först beskrevs av Cresson 1867.  Coelichneumon histricus ingår i släktet Coelichneumon och familjen brokparasitsteklar. Inga underarter finns listade i Catalogue of Life.